# L'Œil des nations
L'Œil des nations est une plaque monumentale de la fin du XXe siècle située dans la forêt de Fontainebleau, en France. Posée lors du cinquantième anniversaire de l'Union internationale pour la conservation de la nature (UICN) en 1998, elle rend hommage à l'engagement des nations et à l'appel de Fontainebleau lancé à cette occasion.

## Situation et accès
Le monument est situé au carrefour formé par les routes de l'Emitage, du Fourneau-David, de Saint-Feuillet et des Ermites, dans la région de Franchard (où est situé le prieuré), à l’ouest de la forêt de Fontainebleau et du territoire communal de Fontainebleau. Plus largement, il se trouve dans le département de Seine-et-Marne, en région Île-de-France.

## Histoire
Début novembre 1998, l'Union internationale pour la conservation de la nature (UICN) célèbre son cinquantième anniversaire autour d'un grand nombre d'événement sur le thème de l'environnement, en particulier dans la forêt de Fontainebleau et dans les villes de Fontainebleau et Avon. À cette occasion, une cérémonie d'inauguration pour ce nouveau monument, conçu par Thierry Martin, a lieu le 5 novembre, à 15 h. La cérémonie se fait en présence du ministre de l'Agriculture, Jean Glavany, de la présidente de l'UICN, Yolanda Kakabadse, ainsi que d'autres personnalités régionales et locales (mais sans le Premier ministre, Lionel Jospin, qui clôt le congrès le matin à Fontainebleau). Plusieurs discours se succèdent, ponctués par des sonorités de cors de chasse.

« Cet « Œil des nations » est celui de la conscience universelle face aux enjeux d'une gestion durable des ressources naturelles dont on dit que nous ne les héritons pas des générations passées, mais que nous les empruntons aux générations futures. Cette solidarité au travers de l'espace et du temps est un des plus beaux et des plus vertigineux défis de nos sociétés modernes. [...] »

— Jean Glavany, ministre de l'Agriculture
Ce même jour, l'UICN, face à un « contexte environnemental préoccupant » et aux « menaces qui pèsent sur la planète » lance officiellement son « appel de Fontainebleau » que la plaque vient ainsi rappeler,.
En juillet 2020, la ministre de la Transition écologique nouvellement nommée, Barbara Pompili, se rend à Franchard dans le cadre de son premier déplacement. La plaque est alors mentionnée dans la presse comme un « haut symbole de la lutte mondiale pour la préservation de la planète », devant lequel le cortège des notabilités fait étape.

## Structure
La plaque symbolise, d'après son concepteur, « le regard de la pensée des hommes sur la protection de la nature » ou autrement dit « l’œil vigilant des nations sur l’environnement mondial ». Elle se compose d'un cœur de chêne de Fontainebleau (pour la pupille), cerclé de bronze et encastré au milieu d'une plaque de fonte où figurent les noms de tous les pays signataires,. Le tout, d'une masse de quatre tonnes, est posé sur un ovale en sable blanc.